# Мишка на Теминк
Мишката на Теминк (Mus musculoides) е вид гризач от семейство Мишкови (Muridae). Видът не е застрашен от изчезване.

## Разпространение и местообитание
Разпространен е в Бенин, Буркина Фасо, Габон, Гамбия, Гана, Гвинея, Екваториална Гвинея, Камерун, Република Конго, Кот д'Ивоар, Либерия, Мали, Нигерия, Сенегал, Сиера Леоне и Того.
Обитава гористи местности, градини, ливади, савани, блата, мочурища и тресавища в райони с тропически климат, при средна месечна температура около 23,1 градуса.

## Описание
На дължина достигат до 6,2 cm, а теглото им е около 8,2 g.